# Auguste Roubille
Auguste Jean Baptiste Roubille, né le 15 décembre 1872 dans le 18e arrondissement de Paris et décédé dans ce même arrondissement le 6 décembre 1955, est un artiste peintre, dessinateur, affichiste, décorateur et caricaturiste français.

## Parcours
Roubille débute comme dessinateur de presse au Courrier français et au Temps nouveaux en 1897. Il signe A. Roubille ou avec un monogramme en forme de visage formé des lettres A et R.
Parallèlement, il expose ses aquarelles et ses gouaches au Salon des indépendants, au Salon d'automne et au Salon des humoristes dont il fera d'ailleurs l'affiche.
Il collabore à la plupart des journaux humoristiques : Le Rire, Le Sourire, Le Cri de Paris, Cocorico, La Baïonnette, Le Canard sauvage, etc. De 1906 à 1933, il exécute toutes les couvertures du magazine satirique Fantasio.
Pour L'Assiette au beurre, il coordonne une dizaine de numéros thématiques entre 1901 et 1905.
Comme décorateur, il peint notamment la frise de la Maison du rire à l'Exposition universelle de 1900 et une série de panneaux pour le café d'Harcourt (rue Champollion), ainsi que des meubles.
Parmi ses affiches, on compte Les Appareils photographiques Demaria frères, La Motocyclette Werner, Spratt's Patent, High Life Tailor, Le Bourgeon, Scala en bombe !, Au Smart Carmen, La Maison du Rire, etc.
Enfin, il illustre des livres tels que : Écho et Narcisse de Paul Feuillâtre, L'Esprit français de Jules Renard avec Ricardo Florès, Grandgoujon de René Benjamin, La Bataille de Claude Farrère (Fayard, Le Livre de demain, 1925), La chastelaine de Vergi (publié par Léon Pichon en 1920), etc.

## Citation
« Auguste Roubille, comme nombre de ses contemporains, fut à la fois caricaturiste, illustrateur et affichiste. Habitué des pages de l’Assiette au beurre, il pratiquait un graphisme épuré servi par de grands aplats colorés particulièrement adaptés à la chromolithographie. Ses compositions au caractère décoratif très affirmé étaient parfaitement adaptées à la presse illustrée. [...] Le dessin au trait de Charles Léandre rappelle quant à lui le Daumier des lithographies tardives et s’oppose à la simplification japonisante de nombre de ses contemporains. Comme Toulouse-Lautrec et Cappiello, il a représenté Yvette Guilbert, mais sans outrer son rire en rictus, afin de mettre l’accent sur l’ensemble de la tête et pour conférer plus de présence à la chanteuse. »
– Laurent Baridon et Martail Guédron (L’art et l’histoire de la caricature, 2006)